# Kilanda socken
Kilanda socken i Västergötland ingick i Ale härad, ingår sedan 1974 i Ale kommun och motsvarar från 2016 Kilanda distrikt. Sockenkyrka är Kilanda kyrka.
Socknens areal är 43,42 kvadratkilometer varav 41,48 land. År 2000 fanns här 474 invånare.

## Administrativ historik
Socknen har medeltida ursprung. Vid kommunreformen 1862 övergick socknens ansvar för de kyrkliga frågorna till Kilanda församling och för de borgerliga frågorna bildades Kilanda landskommun. Landskommunen inkorporerades 1952 i Starrkärrs landskommun som 1974 uppgick i Ale kommun. Församlingen uppgick 2008 i Starrkärr-Kilanda församling.
1 januari 2016 inrättades distriktet Kilanda, med samma omfattning som församlingen hade 1999/2000.
Socknen har tillhört län, fögderier, tingslag och domsagor enligt vad som beskrivs i artikeln Ale härad. De  indelta båtsmännen tillhörde Västergötlands båtsmanskompani..

### Roteindelning
I roteindelningen ingick inte bara byar utan även enskilda gårdar, torp och bebodda utmarker. Samtliga dessa gårdar, torp och utmarker är inte fortfarande bebyggda och bebodda. De platser som idag inte klassas av Lantmäteriet som bebyggelse är satta inom parentes. Den militära roteindelningen upphörde 1901 då Indelningsverket avskaffades.
- Norra roten: Kollanda, Ranneberg, Uppegården, (Höltan), Hällebäckahult, (Slätten), (Bur), Kilanda säteri, Hult, (Jonstorp).
- Södra roten: Burhult, (Näset), Sverket, Burhultsnäs, Järnbo, Kullen, (Putsen), (Sunnet), Vasebacken, Ramsjödal, (Björkkullen).
- Bräcke rote: Bräcke, (Gundal), (Hedan), (Skinbo), Rågtvet, Anfastebo.

## Geografi och natur

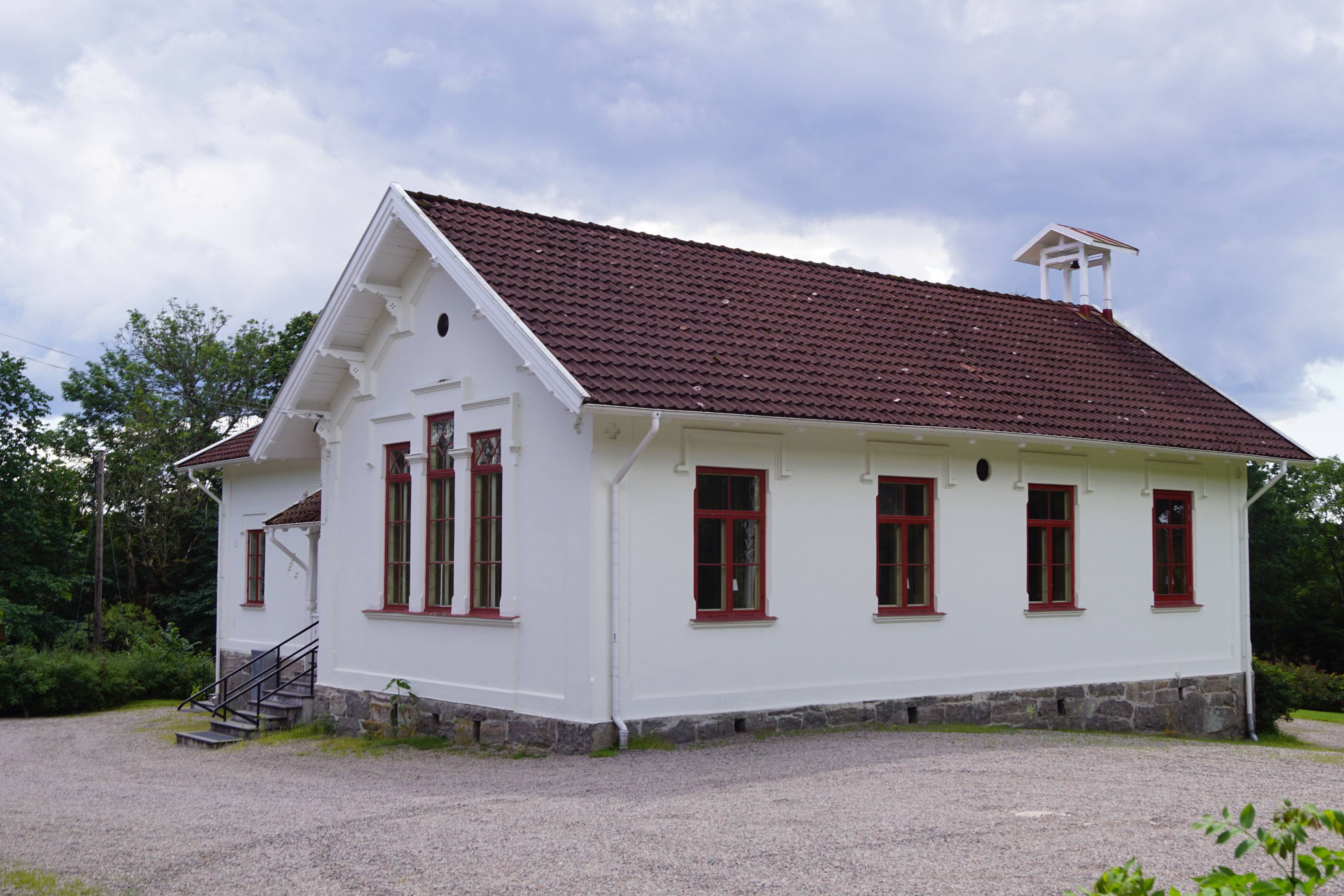
Kilanda skola.

Kilanda socken ligger nordost om Göteborg med Kilandaån i nordväst, Risveden i norr och Alefjäll i söder. Socknen har odlingsbygd i dalar som omges av mossrik skogsbygd. Trakten är rik på insjöar varav den största är Tinnsjön som delas med Östads socken i Lerums kommun.
I socknen finns tre naturreservat. Trehörningen som delas med Skepplanda socken i Ale kommun och Östads socken i Lerums kommun och Kroksjön som delas med Skepplanda socken ingår i EU-nätverket Natura 2000. Båda är belägna i södra Risveden. Anfastebo som är beläget i Alefjäll är ett kommunalt naturreservat. Alla förvaltas av Västkuststiftelsen.
I byn Krokstorp har det funnits ett gästgiveri.

### Kilanda säteri

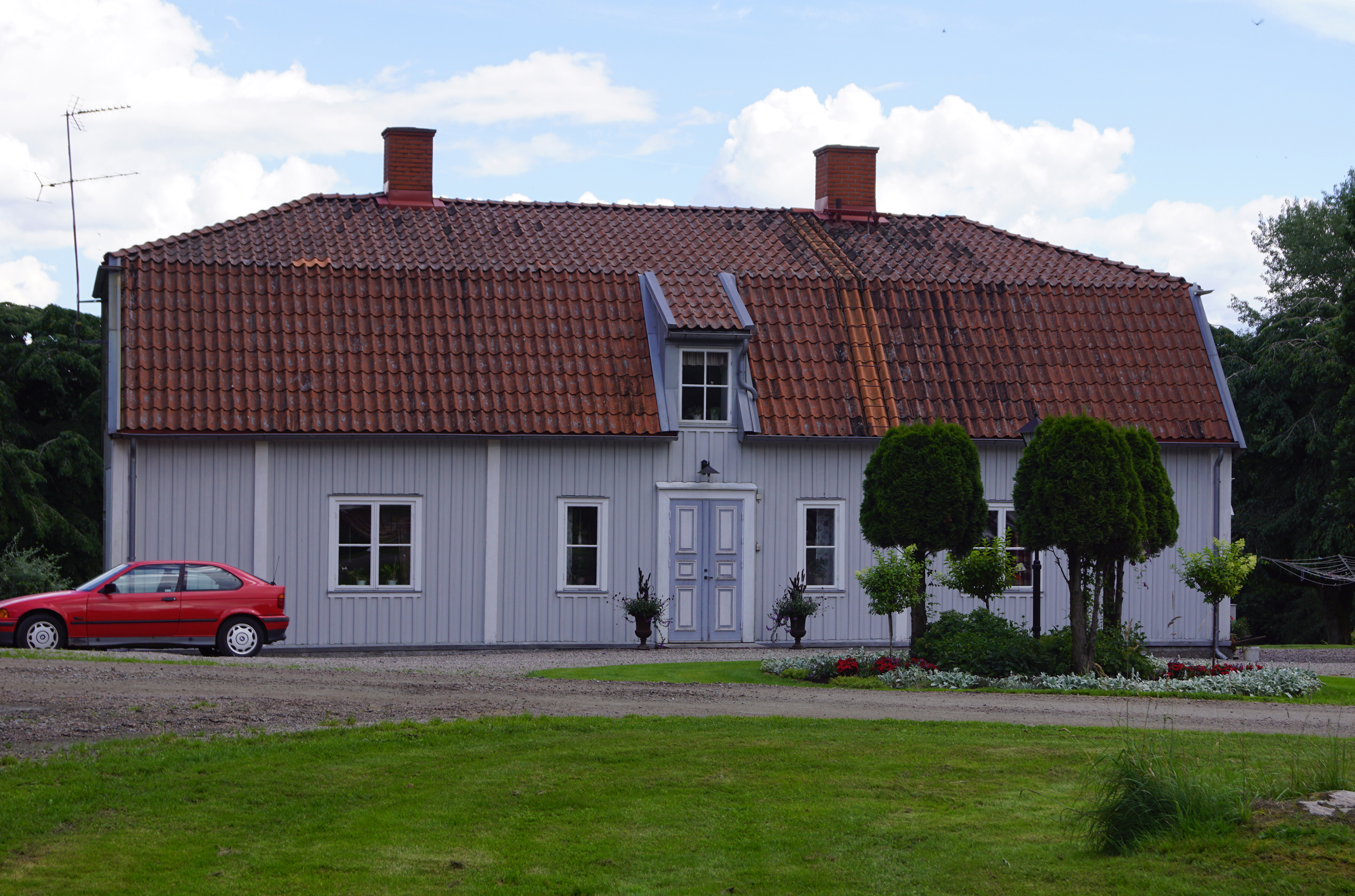
Kilanda säteri.

Kilanda säteri är omnämnt som sätesgård från 1400-talet. 1757 köptes säteriet av Jonas Alströmer. Godset stannade i familjen Alströmers ägo till 1791. Mellan 1797 och 1958 ägdes godset av familjen Ekman. Grosshandlaren Peter P. Ekman , som köpte godset 1797, lade grunden till det Ekmanska handelshuset i Göteborg. Som mest ägde han 12 sillsalterier i Bohuslän. Från 1870 till 1912 fanns en statlig lantbruksskola på godset. I dag drivs gården som ett mjölkföretag.

## Fornlämningar
En boplats och lösfynd från stenåldern är funna. Från järnåldern finns gravar, ett gravfält och en fornborg.

## Befolkningsutveckling
Befolkningen ökade från 356 1810 till 631 1870 varefter den sjönk till 269 1970 då den var som minst under 1900-talet. Därefter vände folkmängden uppåt igen till 425 1990.

## Namnet
Namnet skrevs 1424 Kilande och kommer från kyrkbyn. Efterleden är land. Förleden innehåller kil sannolikt syftande på ett kilformigt jordtycke eller kilformig terrängformation.